# Ectinosoma tenuipes
Ectinosoma tenuipes är en kräftdjursart som beskrevs av T. Scott och A. Scott 1894. Ectinosoma tenuipes ingår i släktet Ectinosoma och familjen Ectinosomatidae. Arten är reproducerande i Sverige. Inga underarter finns listade i Catalogue of Life.